# 三宅康盛
三宅 康盛（みやけ やすもり）は、伊勢亀山藩第2代藩主、のち三河挙母藩主。田原藩三宅家3代。

## 生涯
慶長5年（1600年）、挙母藩第2代藩主（後に亀山藩主）三宅康信の長男として生まれる。父と共に徳川家康に仕え、慶長19年（1614年）からの大坂の陣では駿府城や淀城の守備を務めた。寛永3年（1626年）、大御所・徳川秀忠と第3代将軍・徳川家光の上洛に従い、8月に従五位下・大膳亮に叙位・任官する。寛永9年（1632年）、父の死去により家督を継いで亀山藩主となる。
寛永13年（1636年）5月18日、故郷の三河挙母に移封される。寛永16年（1639年）に大坂城在番を務めた（慶安3年（1650年）と承応3年（1654年）も）。寛永20年（1643年）には駿府城在番を務めた。
明暦3年（1657年）12月29日に江戸藩邸で死去した。享年58。跡を長男の康勝が継いだ。

## 系譜
父母
- 三宅康信（父）
- 戸田一西の娘（母）

正室
- 内藤松子、貞松院 ー 内藤政長の娘

子女
- 三宅康勝（長男）生母は貞松院（正室）
- 伊東祐豊継々室
- 内藤忠吉正室